# Ulmus changii
Ulmus changii — вид квіткових рослин з родини в'язових (Ulmaceae). Поширення: Південно-Центральний і Південно-Східний Китай.

## Біоморфологічна характеристика
Дерево може досягати висоти 20 м зі стовбуром близько 0.9 м завдовжки; кора темно-сіра. Листя зазвичай яйцеподібне, <11 см завдовжки, голе та гладке після дозрівання. Вітрозапильні безпелюсткові квітки утворюються на пагонах другого року в березні та квітні. Крилатка майже кругла, < 35 мм у діаметрі.

## Культивування
Цей вид надзвичайно рідко культивується за межами Китаю, хоча в США вид вважається достатньо морозостійким для зони 5 Міністерства сільського господарства США.